# 平成あっぱれテレビ
『平成あっぱれテレビ』（へいせいあっぱれテレビ）とは1990年から2001年まで日本テレビ系列で元日に放送された年末年始特別番組である。

## 番組概要
開始前年の1989年まで続いた『スター家族対抗初春ジャンボクイズ』（9:25～11:35）と『輝け!!人気スターチーム対抗大合戦!』（変動有り、末期は12:00～13:55）など、元日の朝9:30～16:30に放送されていた番組を廃止・統合した形で始まった番組である。これらの番組は最後に放送された年の1989年が昭和64年だった。
主体は日本テレビ本社・Gスタジオ（のちの麹町分室・Gスタジオ）から生放送した。
記念すべき第1回放送は『平成あっぱれテレビ博』というタイトルで放送。その名の通り博覧会をイメージした番組内容で、300人を超す芸能人が出演した。第1部は芸能人がクイズ合戦に挑戦する「ファミリーパビリオン」、第2部は1980年代の様々な出来事を振り返る「カルチャーパビリオン」、第3部はプロ野球読売ジャイアンツの選手などを迎えてトークを展開する「スポーツパビリオン」という内容だった。また直後に放送される『笑点』元日SPから、当時のレギュラーが女優陣と共に「桂歌丸チーム」と「林家こん平チーム」に分かれての大喜利「平成あっぱれ大喜利」も放送された。
1991年からは日本各地やハワイ、グアム、ニューヨークなど海外からの中継を交えながら、スタジオから歌や様々な出し物を行った。中でも1992年～1994年はクイズ合戦やゲームを行ったりした。まず司会者が親交のある芸能人に電話をかけて呼び出し、さらにスタジオに来たその芸能人が親交のある別の芸能人に電話をかけて、と電話で次々に集められた芸能人を集めての2つのチームを結成。この2チームによる対戦方式でクイズ合戦が行われた。但し、1993年に限っては「突撃訪問隊」なるリポーター軍団が都内を廻り、芸能人の自宅に突撃し芸能人に直接出演交渉をしてOKならスタジオに来てもらうというシステムも導入した。なおいずれの時も、呼ばれた芸能人がスタジオに来たら50点、来られなくても電話などで応答出来たら10点がチームに加算される（留守の時は0点）。一部を除き、出題される問題はお手付きすると1回休みとなるVTR早押し問題、それもメイン司会の逸見政孝が当時司会を務めていた『クイズ世界はSHOW by ショーバイ!!』や、『スーパークイズスペシャル』で使用されているクイズがメインで、1問正解するごとにチームに50点加算。時間の許す限り行われる。そしてラストは全員参加の○×クイズ「居残りクイズ」（『アメリカ横断ウルトラクイズ』の「走りクイズ」と同じ）を行い、最後まで残った解答者のいるチームに得点（残った解答者の人数×50点）を追加し、最終的に2チームのうち総合得点の高い方が勝利となる。締めくくりには勝利チームのメンバー全員で日産自動車の車をかけての大じゃんけん大会が行われた。
1995年からは東京ドーム（1999年は神宮球場）で行うお年玉争奪ホームラン対決や東京サマーランドから行ったお年玉争奪水泳大会の中継がメインになった。ラストのじゃんけん大会は無くなり、これらの出場者の中で大活躍をした者1名をMVPとして選出し日産自動車の車をプレゼントした。
また、1995年の放送では視聴者向けに1994年度のお年玉付き年賀はがきのはずれ葉書でお年玉をプレゼントする企画が行われたほか、1996年の放送では日本全国の有名温泉地からミス温泉に選ばれた一般女性に番組に出演してもらったりもした。
逸見政孝が司会だった1993年までは「大新年会スペシャル　7時間おめでとう生放送!」というサブタイトルが付いていた。そして21世紀最初の2001年は『新世紀あっぱれテレビ』として放送された。
放送時間は主に9:30～16:30だったが、当初クロスネット局など一部地域では14:00で途中終了する年もあった。
1995年の放送は『2年越し!超超興奮!仰天"生"テレビ!!』枠内に放送された。

## あっぱれテレビの終了とその後
『新世紀あっぱれテレビ』として放送された2001年の放送をもって、平成あっぱれテレビシリーズの放送は終了となった。以降日テレの元日特番は『ウンナンvsモー娘。生でハッスル挑戦TV』→『大笑点』と引き継がれ、さらに2010年～2017年までは『しゃべくり007』の正月スペシャルが放送されたが、2018年からは元日の5時間以上の長時間特番枠自体が無くなっている。なお、2021年には『日テレ系あっぱれ福袋TV』を10:00 - 15:50で放送。番組自体は事前収録で、過去1年間の日テレの人気情報番組・バラエティ番組の名場面を振り返るという総集編的内容だったが、4年振りに日本テレビ元日昼の5時間越え番組が復活した。2022年は再び午前と午後に分かれて、正月特番を放送する形態に戻る。

## 司会者

### メイン司会者
- 逸見政孝（1990年～1993年）
- 徳光和夫（1990年のみ）
- 沢口靖子（同上）
- 板東英二（1994年～1998年）
- 山田邦子（1991年～1995年）
- ウッチャンナンチャン（1999年～「平成あっぱれ開運祭!!チョー縁起いいTV!」に続く、1992年は途中参加者として出演）
- 永井美奈子（1996年～1998年、それ以前はコーナー出演者または中継担当）
- KinKi Kids
- 松本志のぶ
- 柴田倫世（1999年のみ）
- 今田耕司（1999年～2001年）
- 東野幸治（1999年～2001年）
- 河村亮（2000年～ 「平成あっぱれ開運祭!!チョー縁起いいTV!」に続く）

### サブ司会者
- 渡辺正行（水泳大会のみ）
- 中山秀征（同上）
- 福澤朗（1993年～2001年、1993年は中継担当／1994年は年賀状宝くじ進行／1995年以降は東京ドーム進行）

## 主な参加者
- 山城新伍(92年と93年はチームキャプテンを務める)
- 高田純次
- 桜金造
- 大屋政子
- 瀬川瑛子
- 宝田明
- 川合俊一(93年のみチームキャプテン)
- ラサール石井
- 笑福亭笑瓶
- 渡嘉敷勝男
- ヒロミ
- 落合博満
- 松本明子(93年のみチーム副キャプテン)
- 森口博子
- ポール牧
- にしきのあきら
- 間寛平
- 蛭子能収
- 三又忠久
- ダチョウ倶楽部

## エピソード
1992年の放送のオープニングは、テーマ曲に乗せて東京・原宿の明治神宮、苗場スキー場、ハワイのワイキキビーチ、栃木の日光猿軍団の劇場前、新潟県湯沢の加山キャプテンコーストスキー場、新東京国際空港、原宿のロッテリア、以上7か所のその当時の様子を流しながら日テレGスタジオへつなぐという構成で、スタジオでは紋付き袴姿の逸見と緑色の振袖姿の山田がこたつに入ってくつろぐというものだった。
さらに最初の中継は、新東京国際空港から浅野ゆう子が出演。この日、番組内でグアムからクイズ大会を行う事になっており、そのグアム行きの飛行機に乗る前にスタジオの逸見・山田とクロストークを行った。その後、この年のチームキャプテンの山城新伍・美川憲一が加わり4人で鏡開きを行った後、BMCダンサーズが元禄花見踊りとフラダンスを披露している。なお、美川はこの日海外での仕事のスケジュールが入っていた都合により放送途中で退席している。
また、この回の放送では終盤の居残りクイズのコーナーで不手際が発生。「『君が代』の歌には2番がある。○か×か？」という問題が出題された際に起こった。正解は×。美川組で参加した川合俊一が唯一正解し美川組に得点が入ったが、山城組で参加した山口敏夫から「君が代の歌には2番はありますよ！」と物言いがついた。スタッフの方で念のため調査することになったが、放送時間が残り10分近い状況であった為にこの問題は無効扱いになり、別の問題でやり直すことになった。これに伴い、この問題で取った美川組の得点は無効となってしまった。
「君が代」のクイズが無効になった事に伴い、最後に残っていた美川組の川合と渡嘉敷勝男、山城組の松本明子の3人に出題された仕切り直しの問題は「鎌倉の大仏様にはヒゲがある。○か×か？」であった。正解は○。しかし、ここでも川合一人だけが正解した為に再び美川組に得点が加算。一度無効になった得点が戻ってくる格好となった。この結果、この年は美川組の勝利となった。（結果は山城組：1990点に対し、美川組：2080点であった。もし川合ではなく松本明子が単独で正解していた場合は山城組の逆転も有り得たが叶わなかった。）
そして物言いがついた君が代のクイズに関してだが、実際には君が代に2番はないというのは正しく、居残りクイズ終了後に山城からの指摘で山口が「蛍の光」と聞き違えていたことが発覚。番組のエンディングで逸見が視聴者に向けて謝罪した。
エンディングは逸見と山田が視聴者へ挨拶を行った後、テーマ曲に乗せてニューヨーク、ハワイ、グアム、加山キャプテンコースト、原宿ロッテリア、苗場スキー場と中継をつなぎ、再び日テレGスタジオに映像を戻して番組は終了した。
この時、ニューヨークではレポーターの夏木ゆたかが食事をしながら、ハワイではレポーターの吉村明宏が現地の水着ギャルと一緒に、グアムでは浅野がクイズ大会の優勝者とプライベートビーチで2人きりの時間を過ごしながら、加山キャプテンコーストでは加山雄三が船をモチーフにした大きなオブジェの前から、原宿ロッテリアでは福澤と一般視聴者が、苗場スキー場では当時日テレアナウンサーの小倉淳と一般視聴者が一緒に映ってカメラへ向かって手を振るという演出があった。

## ハプニング
- 1993年の放送で、終盤の居残りクイズでハプニングが発生。鶴チームのメンバーの中に芸能人に混じって一般の視聴者が参加するという異常事態が起きた。その後、鶴チームの勝利が決定して最後のコーナーに入る前のコマーシャル中に、その一般視聴者は警備員に連れられ強制退場となった。ちなみに放送当時は未放送であったが、2023年4月6日放送の「日テレ系!!生番組の祭典 生デミー賞2023春」でこの時の様子が放送された。なお、なぜこのような異常事態が起きてしまったのかは未だに謎だという。
- 1995年の放送では「テレビ電話をお持ちの芸能人の方は番組に電話して下さい」と芸能人専用ダイヤルの電話番号を発表し芸能人からの連絡を待っていたが、番組を見た一般視聴者からイタズラ電話が殺到する事態が起きた。その後、番組側が芸能人と間違えてある一般女性の電話を番組に繋いだ所、女性は上半身裸の状態であったため画面に女性の裸が数秒間映し出されてしまうというハプニングが起きた。番組はすぐに回線を切ったが、スタジオは混乱した状態で、出演者たちが困惑する場面があった。

## スタッフ
- 総合指揮：太田杜夫、高橋進（1992年まで）
- 制作：高橋靖二、篠崎安雄、中島銀兵（逸見司会時のみ）
- 構成：豊村剛
- テーマ音楽：鈴木宏昌
- コーナー担当構成：沢口義明、今村良樹、関根清貴ほか
- 歴代ディレクター：土屋泰則、五味一男、雨宮秀彦、磯野太、中村英明、藤井淳、財津功、安藤正臣ほか
- 歴代プロデューサー：重松修、小杉善信、渡辺弘、桜田和之、佐野譲顕、吉田真、神蔵克、面髙直子、藤川和彦ほか
- 歴代チーフプロデューサー：渡辺弘、吉岡正敏（以前は総合演出を担当）、佐野譲顕
- 制作協力：日企、NCV、ZIPPY、オン・エアー、ユニオン映画、RASプロダクションほか

## 前後番組の変遷
| 日本テレビ系 元旦9時後半特番枠 | 日本テレビ系 元旦9時後半特番枠                                   | 日本テレビ系 元旦9時後半特番枠                                                  |
| 前番組 | 番組名                                                           | 次番組                                                                          |
| --- | ---------------------------------------------------------------- | ------------------------------------------------------------------------------- |
| 9:30-スター家族対抗初春ジャンボクイズ 11:35-昼前のNNNニュース 11:45-ミニ番組 12:00-輝け!!人気スターチーム対抗大合戦! 13:55-NNNニューススポット 14:00-ローカルセールス枠 | 平成あっぱれテレビ博 ↓ 平成あっぱれテレビ ↓ 新世紀あっぱれテレビ | ウンナンvsモー娘 生でハッスル挑戦TV ↓ 世界あっぱれ最強祭!! ↓ 平成あっぱれ開運祭 |